# マルク＝オーレル・ド・フォワ・スゾール＝コテ
マルク＝オーレル・ド・フォワ・スゾール＝コテ（Marc-Aurèle de Foy Suzor-Coté、本名: Hypolite Wilfrid Marc-Aurèle Côté、1869年4月6日 - 1937年1月29日）はカナダの画家、彫刻家である。

## 略歴
ケベック州のアルサバスカ（Arthabaska:現在のビクトリアビル）に生まれた。アルサバスカの学校、Collège des Frères du Sacré-Cœurで美術を学んだ。マキシム・ルソー(Maxime Rousseau)という地元の画家と教会の装飾画を描き、ケベックの聖職者で画家のジョゼフ・シャベール(Joseph Chabert: 1831-1894)の弟子になった。
1891年に友人のサン＝シャルル(Joseph Saint-Charles)とパリを訪れ、アカデミー・コラロッシで学び、パリ国立高等美術学校でレオン・ボナに学び、風景画家のアンリ・アルピニーに影響を受けた。声の良さを見込まれ、パリ国立高等音楽院で声楽の修行もしたが、喉の手術をすることになり、美術に専念することになった。1894年にパリのサロンに出展した。アカデミック美術の多くの作品を描くとともに、彫刻家のオーギュスト・ロダンのもとで彫刻も学んだ。
1894年にカナダに戻り、モントリオールなどで活動した後、1897年に再びフランスに渡り、2度ほどケベックに戻ったが、1907年まで滞在した。アカデミー・コラロッシとアカデミー・ジュリアンで学び 、ノルマンディーやブルターニュ、バスク地方にも旅した。この2回目のパリ留学では、同時期にスウェーデンから留学してきた彫刻家、カール・ミレス(1875-1955)と知り合い、影響を受けた可能性がある 。
カナダでは1892年からモントリオール美術協会の展覧会に出展して、高評価を受けていた。1913年にカナディアン・アート・クラブに入会し 1916年に王立カナダ芸術アカデミーの会員に選ばれた。1914年と1925年の2回、モントリオール美術協会の展覧会に出展された作品のなかで、最高の作品に贈られるジェシー・ダウ賞を受賞した。トロントや他のいくつかのカナダの都市で何度か展示を行った。
1927年に脳卒中により、創作活動が困難になるが、看護婦で助手の女性の助けを借りて芸術活動を続け、1929年にアメリカのフロリダに移った。1933年に助手の女性と結婚したが1937年にフロリダで亡くなった。

## 作品

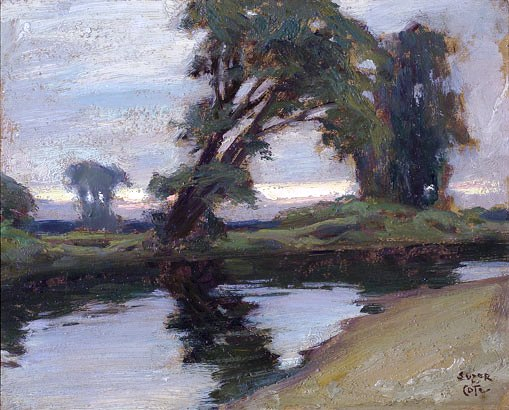
アルサバスカのニコル川
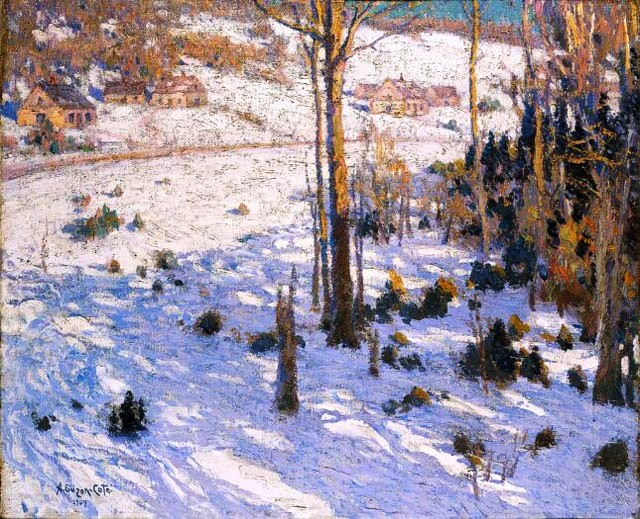
丘の麓の集落(1909)
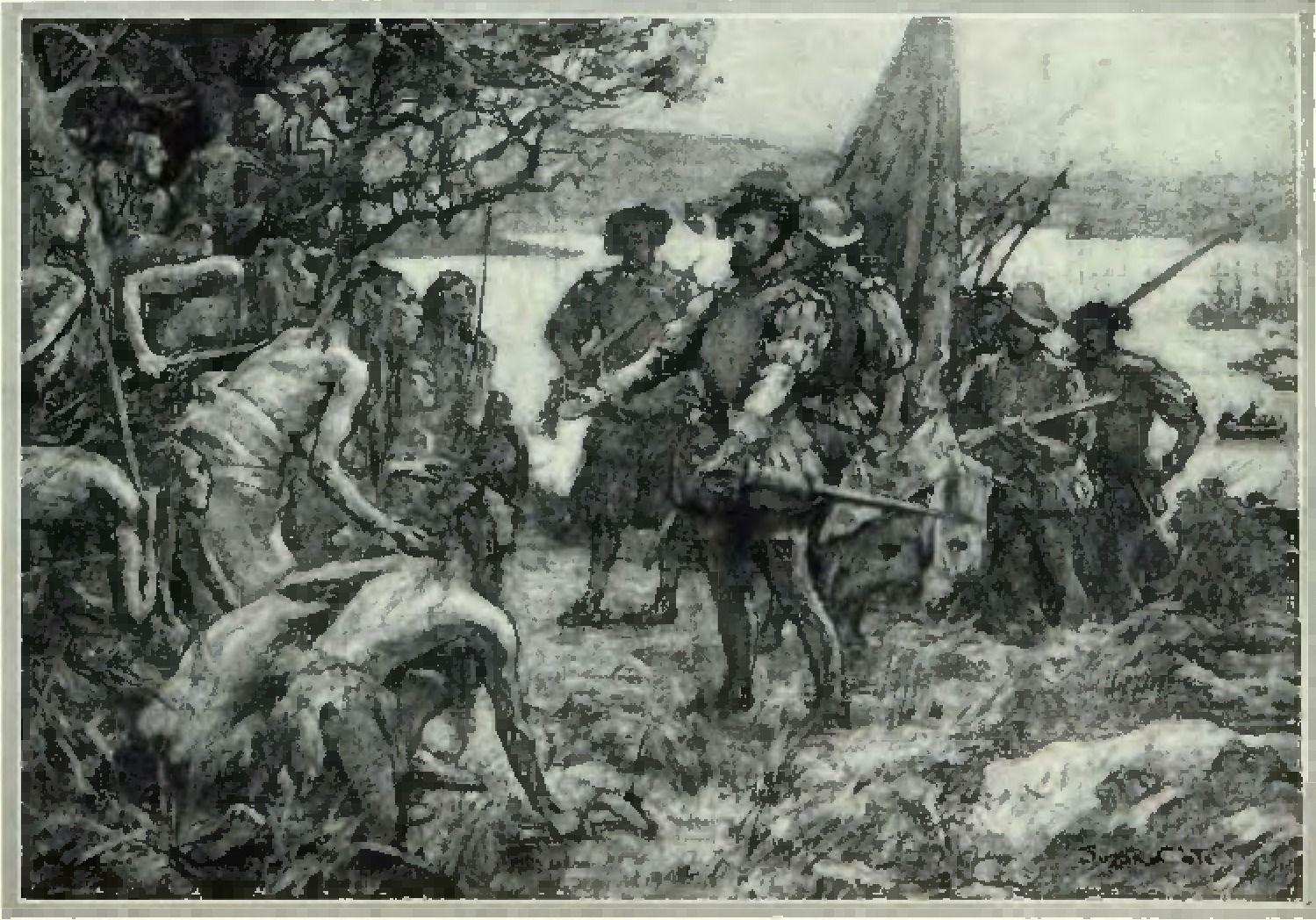
書籍挿絵

- 書籍装丁

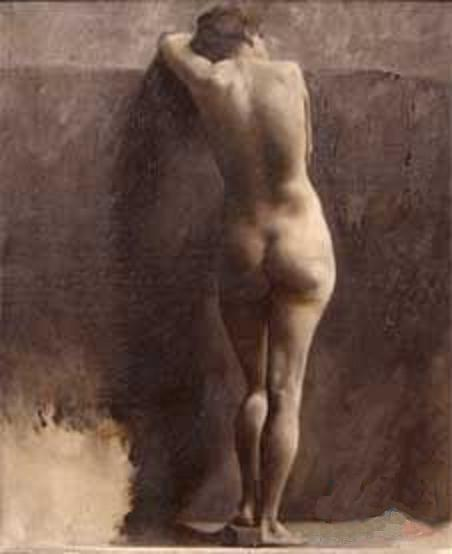
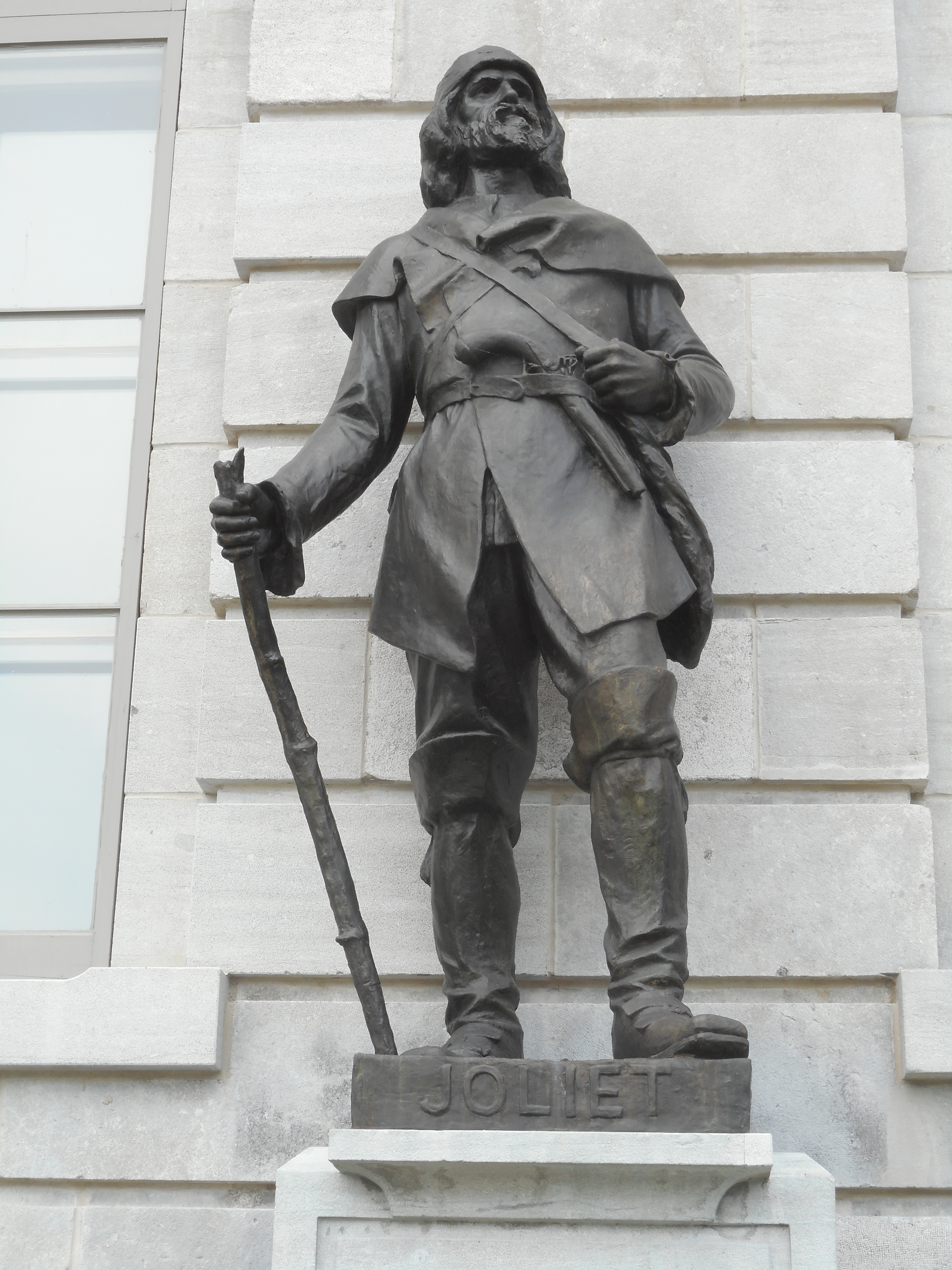
彫刻
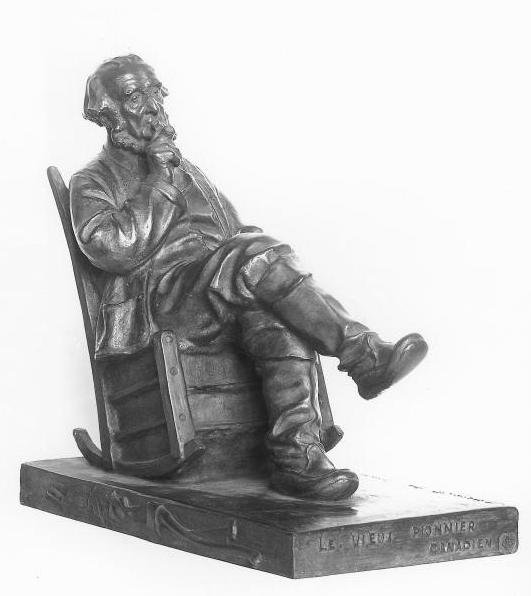
彫刻